# EF-262
A EF-262 é uma ferrovia transversal que interliga os estados do Espírito Santo e Minas Gerais, ligando Vitória (ES) ao distrito de Garças de Minas, município de Iguatama, em Minas Gerais.
O trecho entre Vitória (ES) e Belo Horizonte (MG) está sob concessão da Estrada de Ferro Vitória a Minas (EFVM), já o trecho entre Belo Horizonte e Garças de Minas está sob concessão da Ferrovia Centro-Atlântica, ambas empresas vinculadas à VALE.